# Judit Tóth
Judit Tóth   (Budapest, 27 de desembre de 1906 - 9 de gener de 1993) va ser una gimnasta artística hongaresa que va competir durant les dècades de 1920 i 1930.
El 1928 va prendre part en els Jocs Olímpics d'Amsterdam, on fou quarta en la competició del concurs complet per equips del programa de gimnàstica. Vuit anys més tard, als Jocs de Berlín, va guanyar la medalla de bronze en la competició del concurs complet per equips del programa de gimnàstica.